# Crépuscule de gloire
Pour les articles homonymes, voir The Last Command.
Pour plus de détails, voir Fiche technique et Distribution.
Crépuscule de gloire (titre original : The Last Command) est un film muet américain réalisé par Josef von Sternberg, sorti en 1928.

## Synopsis
Un ancien général et cousin du tsar est figurant à Hollywood dans les films d'un ancien révolutionnaire bolchévique.

## Fiche technique
- Titre original : The Last Command
- Titre français : Crépuscule de gloire
- Réalisation : Josef von Sternberg
- Scénario : John F. Goodrich, d'après une histoire de Josef von Sternberg et Lajos Biró
- Intertitres : Herman J. Mankiewicz
- Direction artistique : Hans Dreier
- Photographie : Bert Glennon
- Montage : William Shea
- Producteurs : Jesse L. Lasky, Adolph Zukor
- Producteur associé : B. P. Schulberg
- Société de production : Paramount Famous Lasky Corporation
- Société de distribution : Paramount Pictures Corporation
- Pays de production :  États-Unis
- Langue originale : anglais
- Format : Noir et blanc — 35 mm — 1,37:1 - Film muet
- Genre : Drame
- Durée : 9 bobines, 88 minutes
- Date de sortie :
  - États-Unis : janvier 1928

## Distribution

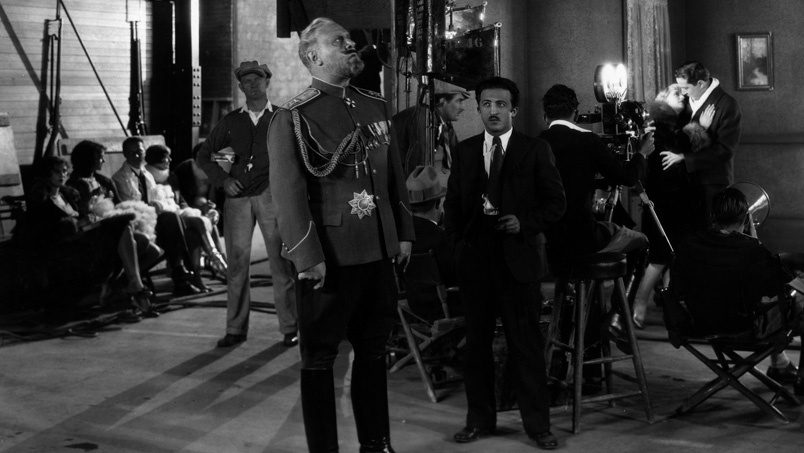
Photo du plateau lors du tournage du film.
Josef von Sternberg, Emil Jannings, Jack Raymond.

- Emil Jannings : Général Dolgorucki
- Evelyn Brent : Natalie Dabrova
- William Powell : Lev Andreyev
- Jack Raymond : Assistant
- Nicholas Soussanin : L'adjudant
- Michael Visaroff : Serge
- Fritz Feld : Un révolutionnaire

## Distinctions
- Oscar du meilleur acteur en 1929 pour Emil Jannings
- National Film Preservation Board en 2006

## Novélisation
La mise en roman a été effectuée par Claude Houghton (The Readers Library, 1929).